# Antonio Hart
Antonio Hart (nacido el 30 de septiembre de 1968 en Baltimore, Maryland) es un saxo alto de jazz. 

## Trayectoria
Asistió a la Escuela de Artes de Baltimore, después estudió con Andy McGhee en el Berklee College of Music y tiene el grado de máster de Universidad de Queens, Nueva York. Su formación inicial era clásica, pero cambió al jazz al ir a la universidad. Obtuvo reconocimiento para su trabajo con Roy Hargrove. Pasaron tres años de giras y grabando los primeros tres discos de Hargrove y Hart utilizó a Hargrove en su primer álbum For the first time.
Después de graduarse de Berklee College of Music, Hart también hizo una maestría en el Queens College. Allí tuvo la oportunidad de aprender de grandes músicos como Jimmy Heath y Donald Byrd. Heath produjo su segundo álbum Do not You Know I Care. 
Su  álbum de 1997, Here I Stand para Impulse Records, le valió a Hart una nominación al Grammy en 1997 por "Best Jazz Instrumental Solo" 
Hart trabaja actualmente como profesor de dedicación exclusiva de estudios de jazz en la Escuela de Música Aaron Copland en el Queens College City University of New York. En sus 20 años como músico profesional ha tocado y grabado con grandes figuras del jazz como Dizzy Gillespie, Nancy Wilson, Nat Adderley, McCoy Tyner y Dave Holland. También ha participado como invitado en más de 100 grabaciones.  
Hart es un miembro del Capítulo Sigma de la fraternidad de Alfa Phi Alpha.
Hart toca un saxo alto Yanagisawa.

## Discografía

### Como líder
- 1991: For the First Time (Novus)
- 1992: Don't You Know That I Care con Gary Bartz
- 1993: For Cannonball and Woody
- 1994: Tokyo Sessions con Roy Hargrove (Novus)
- 1995: It's All Good (Novus)
- 1996: Here I Stand (Impulse!/GRP)
- 1996: Alto Summit con Phil Woods, Vincent Herring, Reuben Rogers (Milestone)
- 2001: Ama Tu Sonrisa (Enja)
- 2004: All We Need (Downtown Sound)
- 2016: Blessings (JLP)[5]

### Como sideman
Con Robin Eubanks
- Mental Images (JMT, 1994)

Con Dizzy Gillespie
- Bird Songs: The Final Recordings (Telarc, 1992)
- To Bird with Love (Telarc, 1992)

Con Roy Hargrove
- Diamond in the Rough (1989)

Con Dave Holland
- What Goes Around (2002)
- Pass It On (Dave Holland album) (2008)
- Pathways (2011)

Con McCoy Tyner
- Prelude and Sonata (1995)

Con Dee Dee Bridgewater
- This Is New (2002)